# Tapachula
Tapachula est une ville au climat humide et chaud de l'État mexicain du Chiapas située au sud de l'État, près de la frontière avec le Guatemala. Sa population était de 138 858 habitants en 1990 et d'environ 190 000 lors du recensement de 2005.

## Histoire
Tapachula a été fondé par le capitaine Tiltototl, envoyé en mission par le roi mexicain Ahuizotl. Le 23 mai 1794, Tapachula devient chef lieu de Soconusco, à la suite de la destitution de Escuintla. Le 29 octobre 1813, la cour de Cadiz annule le décret qui l'élevait à la catégorie de "ville". Le 23 octobre 1821, Bartolomé de Aparicio, en tant que maire, proclame l'indépendance de la ville, tant de la couronne espagnole que de la capitainerie générale du Guatemala, et cherche ainsi son incorporation à l'empire mexicain.
Le 10 janvier 1924, le général Tiburcio Fernández Ruiz gouverneur constitutionnel de l'état du Chiapas, promulgue un décret déclarant la ville de Tapachula comme capitale provisoire du Chiapas.
Aujourd'hui, Tapachula est connue pour être un grand lieu de passage d'immigrés clandestins, ainsi que de maras,.

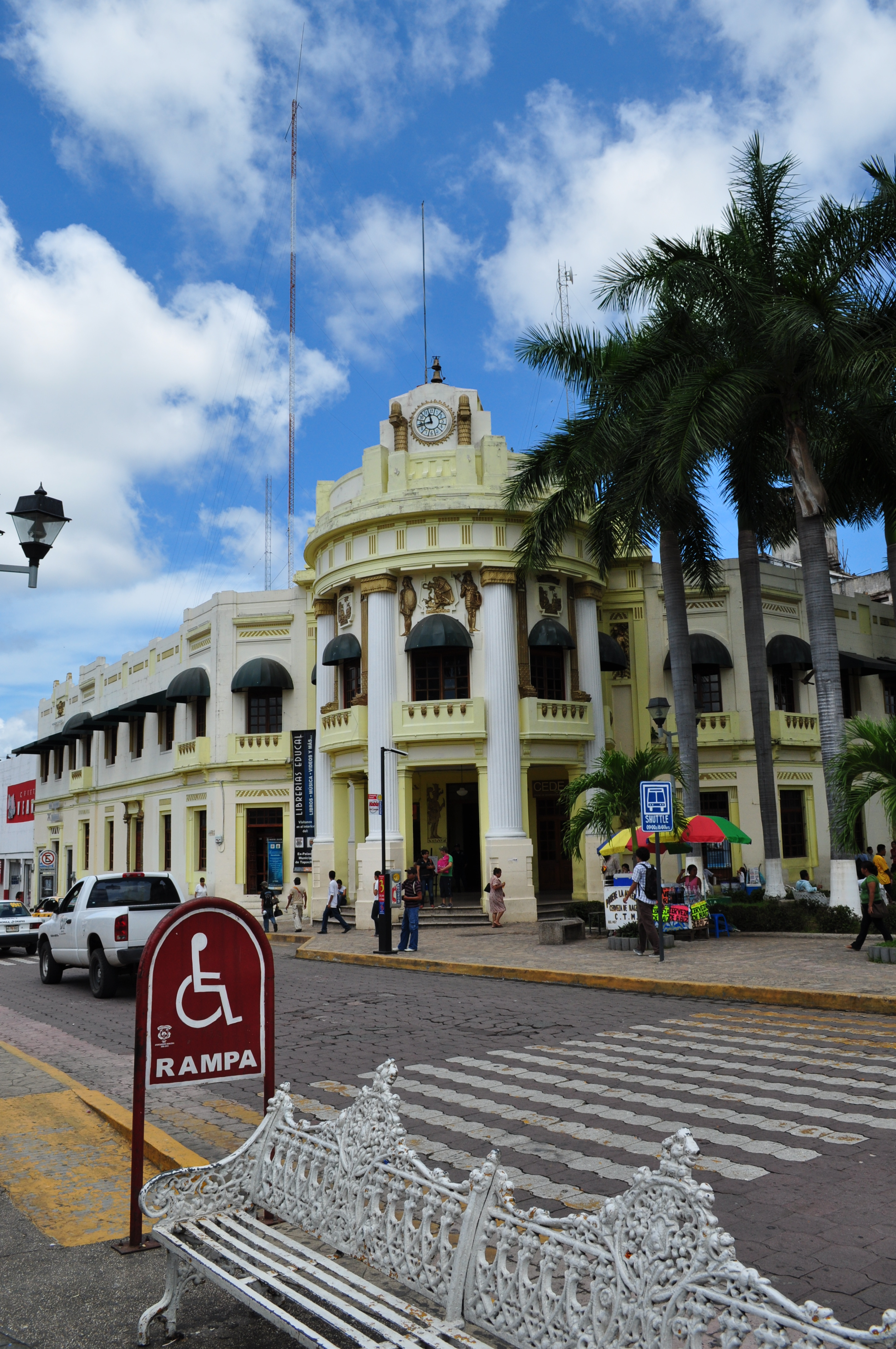
Bâtiment de l'ancien hôtel de ville de la ville sur la place principale

## Gouvernement
Son maire est le Dr. Angel Barrios Zea (coalition PAN-PRD-PVEM-PT).

## Principaux journaux
El Orbe, Cuarto Poder, El Día, La República en Chiapas

## Personnalités
- Marco Aurelio Carballo, écrivain et journaliste.
- Fray Matías de Córdova, idéologue.
- Sebastían Escobar, militaire.
- José Luis Castillejos Ambrocio, poète et journaliste
- Esperanza Issa, actrice.
- Amparo Montes, chanteuse.
- Carlos Olmos Morga, dramaturge.
- Arqueles Vela Salvatierra,
- Alfonso Díaz Bullard, écrivain
- Bibi Gaytán, chanteuse

## Évêché
- Diocèse de Tapachula
- Cathédrale de Tapachula